# Consumentengedrag
Consumentengedrag is de beschrijving van hoe mensen kopen, wat ze kopen, waar ze kopen, wanneer ze kopen en waarom ze kopen. Het is daarmee een onderdeel van marketing met duidelijke kruisverbanden met psychologie, sociologie, antropologie en economie. Het doel van de studie naar consumentengedrag is het besluitvormingsproces rond aankopen van zowel individuen als groepen te begrijpen. Daarbij probeert ze tevens de invloed van familie, vrienden, referentiegroepen en de maatschappij in het algemeen op de koper, in kaart te brengen.

## De klant als autonoom wezen of speelbal?
In de marketingtheorieën wordt de klant op twee manieren beschreven. Enerzijds als übermensch-achtig wezen, en anderzijds als speelbal. Dit is analoog aan de psychologische theorieën waar de eerste beschrijving een meer cognitieve is en de tweede meer behavioristisch van aard.
- De klant als autonoom wezen:

De klant is een 'oppermachtig' wezen, dat zich niet laat beïnvloeden en zo veel mogelijk zijn eigen wil uitoefent. Hier bestaan verschillende modellen over. De bedrijfseconomische modellen waar van een zekere consumentenrationaliteit sprake is, leunen hier aan. Maar er zijn ook marketinggerichte modellen waar de klant centraal staat. 
- De klant als speelbal:

De speelbal-visie stelt dat consumenten zich makkelijk laat beïnvloeden door externe factoren als reclamecampagnes, familie, vrienden. Dit is een behavioristische benadering. (Zie ook: Hond van Pavlov)
De behavioristische scholing wordt ook wel gesplitst in de volgende twee sub-categorieën:
- Klassieke conditionering
- Operante (Instrumentele) conditionering

## Marketingvisie versus economische visie
Het grootste verschil tussen de marketingvisie op consumentengedrag en die van de (klassieke) economie, is dat in de marketing de consument niet als volledig rationeel handelend wezen wordt beschouwd. Studies naar consumentengedrag laten zien dat individuen zelden volledig rationeel handelen wanneer het om aankopen gaat. In de economische theorie zijn concepten als beperkte rationaliteit echter wel geaccepteerd.

## Consumentenvertrouwen
Het consumentenvertrouwen is een statistische indicator van het vertrouwen dat de consumenten hebben in hun economische en financiële situatie naar de toekomst toe.
Wereldwijd bestaan verschillende internationale indexen om het consumentenvertrouwen te meten, zoals die van GfK en The Nielsen Company.  Nationale indexen zijn er in vele landen, waaronder The Conference Board in de Verenigde Staten. In België houdt de Nationale Bank maandelijks een enquête in die zin. Zoals te verwachten stortte de index tijdens de coronapandemie van 2020 in elkaar.
Gaat het om bedrijfsinkopen van managers, dan wordt het vertrouwen gemeten in onder meer de Purchasing Managers Index (PMI). Een andere indicator is die van de reële bevrachting, de Baltic Dry Index.